# Master of Magic (videojuego de 1985)
 Master of Magic es un videojuego de rol y aventura de 1985 para Commodore 64 y ZX Spectrum, desarrollado por Mastertronic y distribuido por M.A.D.. 

## Trama
El jugador controla a un héroe sin nombre que ha sido arrastrado a un mundo extraño por Thelric, el maestro de la magia, mientras exploraba cavernas. Thelric está buscando un amuleto que le proporcione la inmortalidad y, después de haberle enseñado al héroe algunos hechizos, lo pone en una búsqueda para encontrar este artefacto. 

## Música
La música para la versión de la Commodore 64 fue compuesta por Rob Hubbard y es un arreglo de la canción Shibolet de Synergy (del álbum Audion). 

## Recepción
Zzap!64 quedó impresionado por el juego, otorgándole una puntuación del 88%. La revisión de Sinclair User para la versión de la Spectrum fue "muy divertido jugar". 